# 더블 판타지
『더블판타지』는 무라야마 유카가 작성한 연애소설이다. 주간문춘에서 연재중에 화제를 불러 일으켜, 2009년 분게이슌주에서 간행되었으며,  2011년에는 문춘문고에서 문서화되었다.
제4회 중앙공론문예상, 제16회 시마센연애문학상, 제22회 시바타 렌자부로상과 문학상을 동시 수상하였다. 2018년 6월에는 WOWOW에서 연속드라마화되어 방송되었다.
더불어 속편인 『밀크 앤드 허니』가 주간문춘에서 연재되었으며, 2018년 5월에 분게이슌주에서 간행되었다.

## 개요
남편의 지배와 성의 불일치에서부터 도망치고자 가출을 하는 35세의 여성극본가 타카토 나츠가 주인공
나츠는 차례차례 남자에게 안기며, 성의 쾌락에 빠져들고 있다.
불륜과 성에 대한 묘사가 화제가 된 충격적인 작품이지만, 단순한 관능소설로만 보기 어려우며
"아내"로서 안정적인 속박받는 삶은 버리는 대신에 "여자"로서 자유로운 고독의 삶을 선택하는 여성의 모습을 그려내었다.
30대부터 40대를 중심으로 많은 여성들의 공감을 불러 일으킨 작품이다.

## 등장인물

### 주요인물
타카토 나츠(高遠奈津)
배우 : 미즈카와 아사미(水川あさみ)
직업 : 극본가
특이점 : 존경하는 남자의 꼬드김에 넘어가 가출을 결심함
시자와(志澤一狼太)
배우 : 무라카미 히로아키(村上弘明)
직업 : 연출가
특이점 : 나츠가 존경하는 무대연출가로 나츠가 이름을 알리는 계기를 주었음.
이와이 요스케(岩井良介)
배우 : 다나카 케이(田中圭)
직업 : 신문기자
특이점 : 나츠의 대학시절 서클선배. 나츠를 낫쨩이라고 부름.
타카토 쇼고(高遠省吾)
배우 : 마시마 히데카즈(眞島秀和)
직업 : 방송국 PD → 전업주부
특이점 : 나츠의 남편으로 나츠를 속박하려고 함.
오오바야시 카즈야(大林一也)
배우 : 야나기 슌타로(柳俊太郎)
직업 : 연기자
특이점 : 장래 극본가가 되고 싶다고 생각하고 있음.
마츠모토 쇼운(松本祥雲)
배우 : 아키타스포츠(マキタスポーツ)
특이점 : 텔레비전에도 자주 등장하는 승려

### 기타 인물
야노 켄지(矢野健治)
배우 : 오카야마 하지메(おかやまはじめ)
직업 : 방송국 디렉터
콘도 준이치(近藤純一)
배우 : 이케다 료(池田良)
직업 : 방송국 PD
아사쿠라 시호(朝倉志保)
배우 : 나가노 사토미(長野里美)
직업 : 영화감독
오카시마 안즈(岡島杏子)
배우 : 시노하라 유키코(篠原ゆき子)
직업 : 여성잡지 부편집장
타카토 나츠의 엄마
배우 : 타키가와 유미(多岐川裕美)

## 스태프
- 원작 - 무라야마 유카『더블 판타지』
- 극본 - 아소 쿠미코, 미노리카와 오사무
- 감독 - 미노리카와 오사무
- 음악 - 키도 타카히로, 무라타 유키
- 프로듀서 - 타케타 요시타카, 모리카와 마사유키, 이시즈카 키요카즈
- 기획협력 - 분게이슌주
- 제작협력 - 파인엔터테인먼트(ファインエンターテイメント)
- 제작사 - WOWOW